# Дюмулен, Ипполит Ипполитович (инженер)
Ипполи́т Ипполи́тович Дюмуле́н (1897, Москва, Российская империя — 1942, СССР) — советский автомобильный инженер, сыгравший важную роль в создании автомобильной промышленности Советского Союза.

## Биография
Ипполит Дюмулен родился в 1897 году в семье известного московского архитектора  Ипполита Ипполитовича Дюмулена и Валентины Алексеевны Куниной (дочери богатого купца Алексея Кунина). Его прадед — Генрих Дюмулен — врач наполеоновской армии, был ранен под Ковно. После выздоровления Генрих женился на дочери владельца имения Руфине, которая ухаживала за ним после ранения, и остался в России.
Ипполит Дюмулен окончил Московское реальное училище им. Воскресенского. В 1924 году поступил в Московский университет на отделение моторного транспорта механического факультета, который закончил в 1928 году, получив свидетельство № 5217 (квалификация — инженер-механик). Перед командировкой в США он женился на Тамаре Александровне Сушкиной.
В 1930 году был командирован с группой инженеров в Соединённые Штаты Америки, где изучал опыт создания крупной автомобильной промышленности. Ему, в частности, пришлось познакомиться с крупнейшими автомобильными заводами компаний «Форд» и «Студебекер».

Дюмулен был участником покупки у компании «Форд» в комплектном виде автозавода вместе с производившимися на нём моделями автомашин. Завод был установлен в городе Горьком теперь Нижнем Новгороде. На этом заводе производилась в том числе «полуторка» — прославившийся в первые годы Великой Отечественной войны грузовик.
По возвращении из Америки Дюмуленом была написана книга «Американская автомобильная промышленность» (1932 г.), в которой особенно подчёркивалось, что современная автомобильная промышленность (современная по тому времени) — это основа экономического развития машиностроения в нашей стране и база для создания современных военных и гражданских средств транспорта.
Эта книга была опубликована в библиотеке журнала «За рулём». 
В 1935 году в библиотеке журнала выходит ещё одна его книга — «Как бороться за экономию горючего».

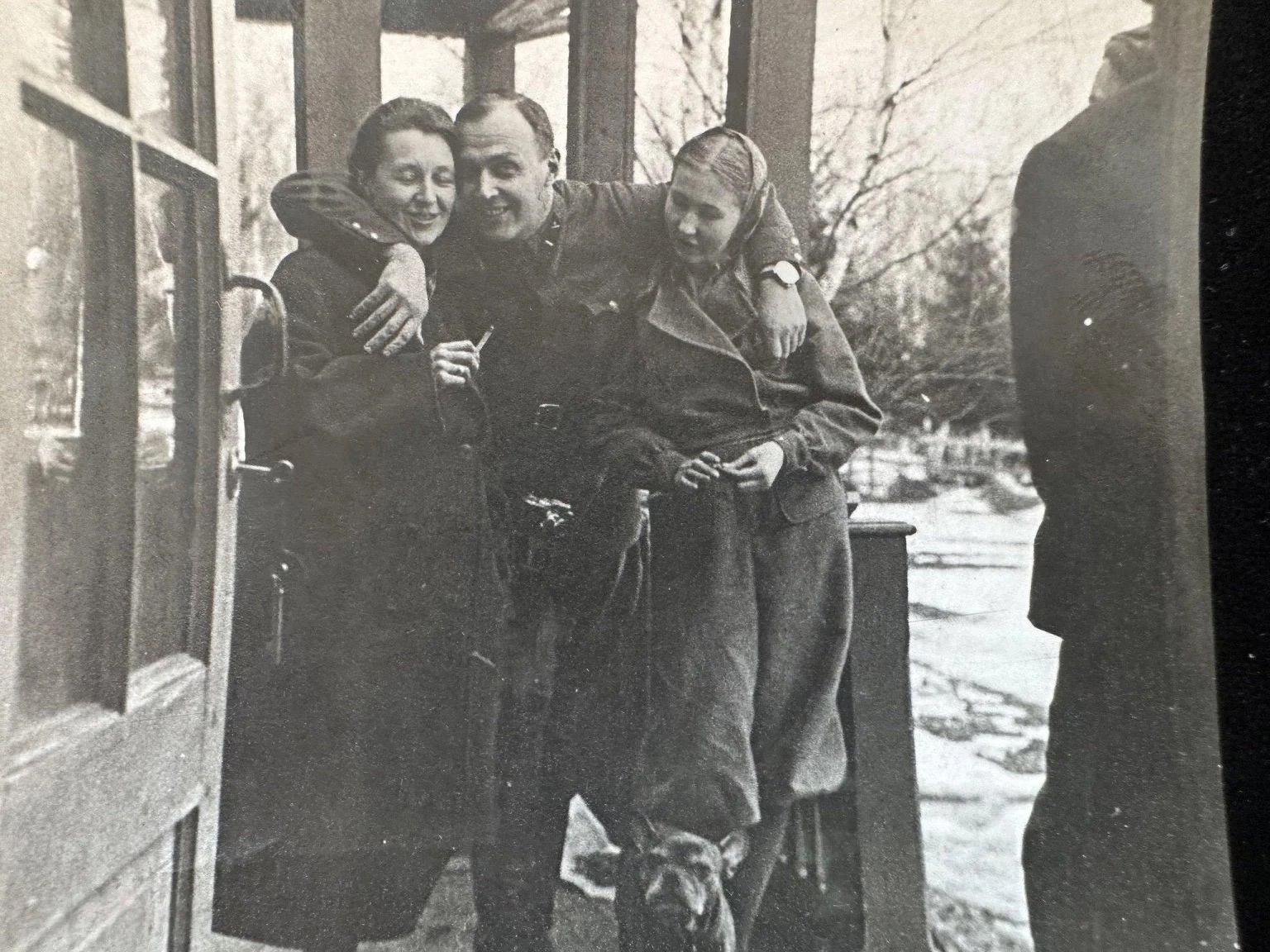
Ипполит Дюмулен с супругой Тамарой и дочерью Кирой на даче в Переделкино.

Увлекался мотоциклетным спортом (у него был мотоцикл Харлей), участвовал в автопробегах и мотопробегах, в которых испытывались новые по тому времени конструкции автомобилей и мотоциклов.
В 30-е годы XX века входил в состав редколлегии журнала «За рулём», был одним из ведущих авторов журнала.
С 1933 года читал лекции в Военной академии механизации и моторизации РКК имени И. В. Сталина по кафедре бронеавтомобилей (старший преподаватель, доцент, военинженер 1-го ранга). На кафедре готовились кадры для советской армии и военной промышленности СССР. В эти годы Дюмуленом было подготовлено много специалистов, часть из которых позже заняла ведущее положение в советском автомобилестроении и в производстве военной техники.
Провёл большую работу по испытанию всех отечественных и большого числа иностранных мотоциклов того времени. Будучи председателем Государственной комиссии по испытанию, поспособствовал созданию первых марок отечественных мотоциклов ИЖ-1 и Л-300. Под руководством Дюмулена разработан первый стенд для испытания мотоциклов.
В 1938 году получил учёную степень кандидата технических наук.

В 1939 году была издана новая книга Дюмулена «Бронеавтомобили». В 1940 году он участвует в смотре прототипов мотоциклов для Рабоче-крестьянской Красной армии. По совету Дюмулена на смотре было принято решение о разработке мотоцикла, впоследствии получившего обозначение М-72.

Коллектив кафедры бронеавтомобилей института НАМИ. Ипполит Ипполитович Дюмулен — второй справа в нижнем ряду

К началу Великой Отечественной войны имел звание полковника. По роду работы был связан со многими, ставшими известными в последующие годы, конструкторами двигателей и военной техники.
Дюмулен, активно выступал за создание моточастей, указывал на их важную роль в защите от возможного агрессора (он конкретно указывал на фашистскую Германию), призывал оперативно наладить выпуск армейских мотоциклов типа BMW-R71.
По доносу одного из близких людей семейного круга был арестован; его увезли прямо с лекции. Скончался в заключении в 1942 году. В 1957 году был посмертно реабилитирован с формулировкой «за отсутствием состава преступления».